# Río Porcos
El río Porcos o Porquera es un curso de agua del noroeste de la península ibérica, afluente del río Tuerto. Discurre por la provincia española de León.

## Descripción
Discurre por la provincia de León. Nace cerca del puerto de Manzanal y fluye dejando a ambos lados de su curso localidades como Villagatón, Porqueros, Vega de Magaz, Zacos y Otero de Escarpizo hasta desembocar en el río Tuerto. Aparece descrito en el decimotercer volumen del Diccionario geográfico-estadístico-histórico de España y sus posesiones de Ultramar de Pascual Madoz de la siguiente manera:

PORCOS: riach. en la prov. de Leon, part. jud. de Astorga: nace en las montañas que dividen este part. del de Ponferrada cerca del puerto del Manzanal; sus aguas alimentan la acequia ó molderia de Astorga: baña los pueblos de Brañuelas, Villacaton, Balbuena, Porqueros, Vega, Zacos y Otero de Escarpizo, donde se une al r. Tuerto: tiene algunos puentes de madera, y da movimiento á varios molinos harineros: en sus laderas ó márgenes se advierten escavaciones, y el cauce que tomando sus aguas en Porqueros se elevaba á más de 200 varas en el espacio de una leg. en que se conoce el terreno escavado al nivel, cria truchas.
(Madoz, 1849, p. 154)

En su curso se construyó la presa de Villagatón. Las aguas del río, perteneciente a la cuenca hidrográfica del Duero, terminan vertidas en el océano Atlántico.